# Ferrovia Rolo-Mirandola

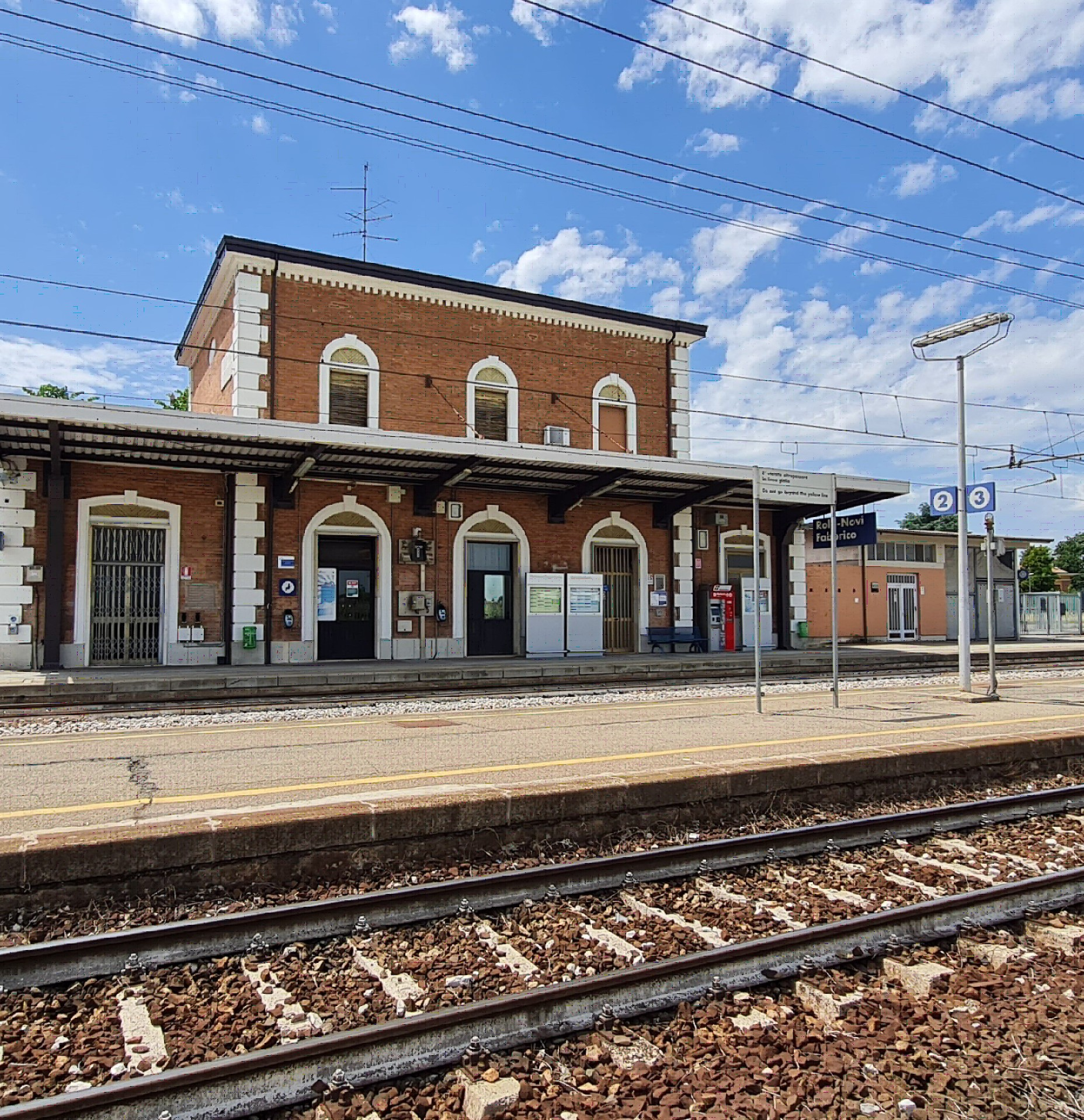
Stazione di Rolo-Novi-Fabbrico sulla linea Verona-Mantova-Modena

La ferrovia Rolo-Mirandola era una linea ferroviaria che avrebbe dovuto unire le linee Verona–Modena e Bologna–Verona.
Costruita tra il 1922 e il 1935 (con diverse interruzioni dei lavori), la ferrovia non entrò mai in funzione nonostante fosse stata completata, armata, dotata di tutti gli edifici di servizio e addirittura con il personale assunto, anche per causa dei gravi danni della seconda guerra mondiale.

## Storia
Mediante convenzione del 6 febbraio 1922, approvata con Regio Decreto 19 febbraio 1922, n. 375, fu concessa alle province di Modena e di Reggio Emilia l'autorizzazione a costruire una ferrovia da Novellara a Mirandola della lunghezza di 40,528 chilometri.

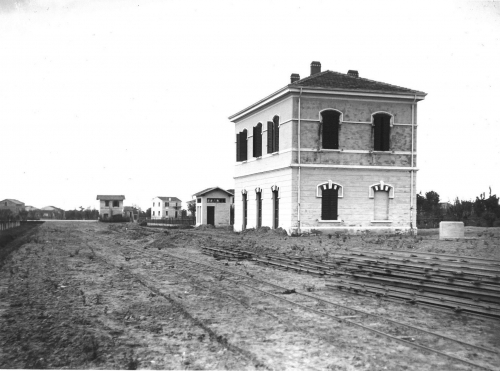
La stazione di Moglia (MN)

Nel 16 febbraio 1922 l'amministrazione provinciale di Reggio Emilia iniziò i lavori di costruzione della linea ferroviaria che inizialmente doveva collegare Rolo anche a Novellara. Ma il Governo aveva difficoltà nel concedere anche la linea Reggio-Boretto, e così nel settembre 1923 la Provincia di Reggio rinunciò formalmente al tratto Rolo-Novellara, che prevedeva la costruzione di stazioni a Campagnola Emilia e Fabbrico fino a raccordarsi alla linea Verona-Mantova-Modena alla Stazione di Rolo, per poi proseguire verso Mirandola. La tratta Novellara-Rolo viene quindi esclusa il 7 maggio 1925 per Decreto Reale.
Nel 1923 il Comune di Mirandola stipulò un mutuo per il progetto di realizzazione della ferrovia Mirandola-Rolo, tuttavia l'inizio dei lavori venne continuamente ritardato.

Il 17 aprile 1925 lo Stato rilasciò alla Provincia di Modena la concessione governativa per la realizzazione della ferrovia Rolo-Mirandola, mentre il 20 luglio 1928 vi fu una convenzione addizionale per la concessione della ferrovia Mirandola-Rolo-Novi. Nello stesso anno venne stipulato un contratto per la costruzione delle rampe d'accesso al ponte sul fiume Secchia con la Cooperativa Operai Terraioli e Affini di Bologna.

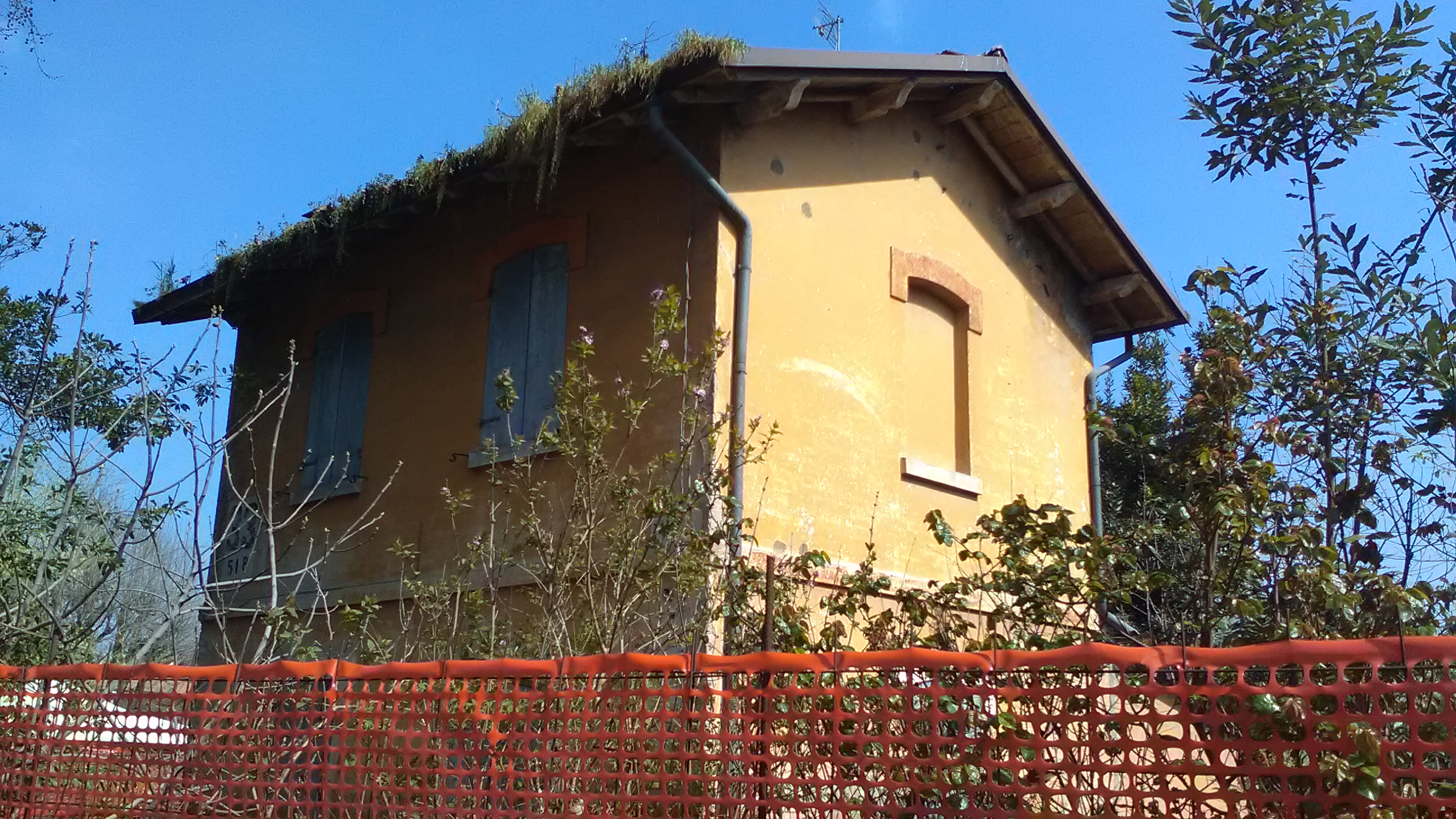
Ex casello della ferrovia incompiuta Rolo-Mirandola

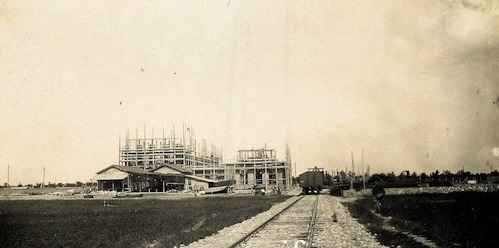
Raccordo ferroviario Mirandola SEFTA - Zuccherificio di Mirandola

Il tratto del territorio comunale di Novi di Modena fu costruito utilizzando la terra di risulta dello scavo del canale del "Collettore delle acque basse reggiane", trasportandola tramite carrelli ferroviari di tipo "decauville".
In vista del completamento dell'infrastruttura, venne deciso di attivare una nuova stazione unica per servire la città di Mirandola, fino ad allora servita dalla vecchia stazione FSMMF: il 26 settembre 1932 fu inaugurata la stazione di Mirandola SEFTA che divenne anche il terminale della ferrovia Modena-Mirandola. Nel 1936 venne attivato sulla direttrice per Cividale un raccordo ferroviario a servizio dello zuccherificio di Mirandola.
La linea, seppur completata, non entrò mai in funzione; nel 1955 la Provincia di Modena decise di rinunciare formalmente all’ultimazione dei lavori ed alla concessione statale.
Nel 1961 si tenne la vendita dei beni realizzati. I ponti metallici sui canali della Bonifica, sul Cavo Lama e sul fiume Secchia vennero rimossi intorno agli anni '70 del Novecento.
I campi dove passavano la massicciata ferroviaria e le rampe verso i ponti sono tornati spianati e coltivati, tranne un breve tratto prospiciente il Cavo Lama. Gli immobili sono diventati di proprietà privata, le stazioni ed i caselli sono abitati. I resti dei ponti superstiti si trovano all’interno di terreni o canali, abbandonati all’incuria.
La stazione di Mirandola e la linea Modena-Mirandola vennero infine dismesse il 6 settembre 1964 per decisione dell'amministrazione provinciale di Modena.

## Percorso

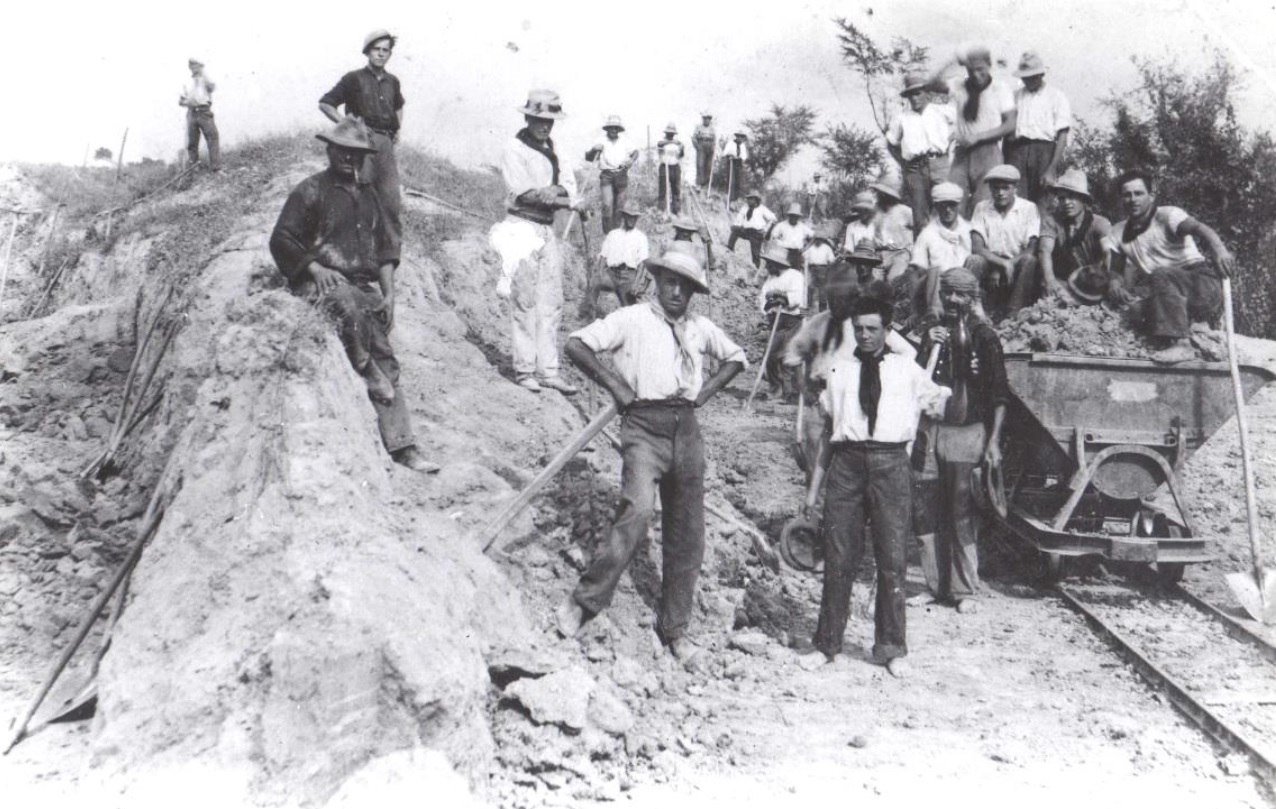
Costruzione del terrapieno della ferrovia Rolo-Mirandola (Novi di Modena, 1929)

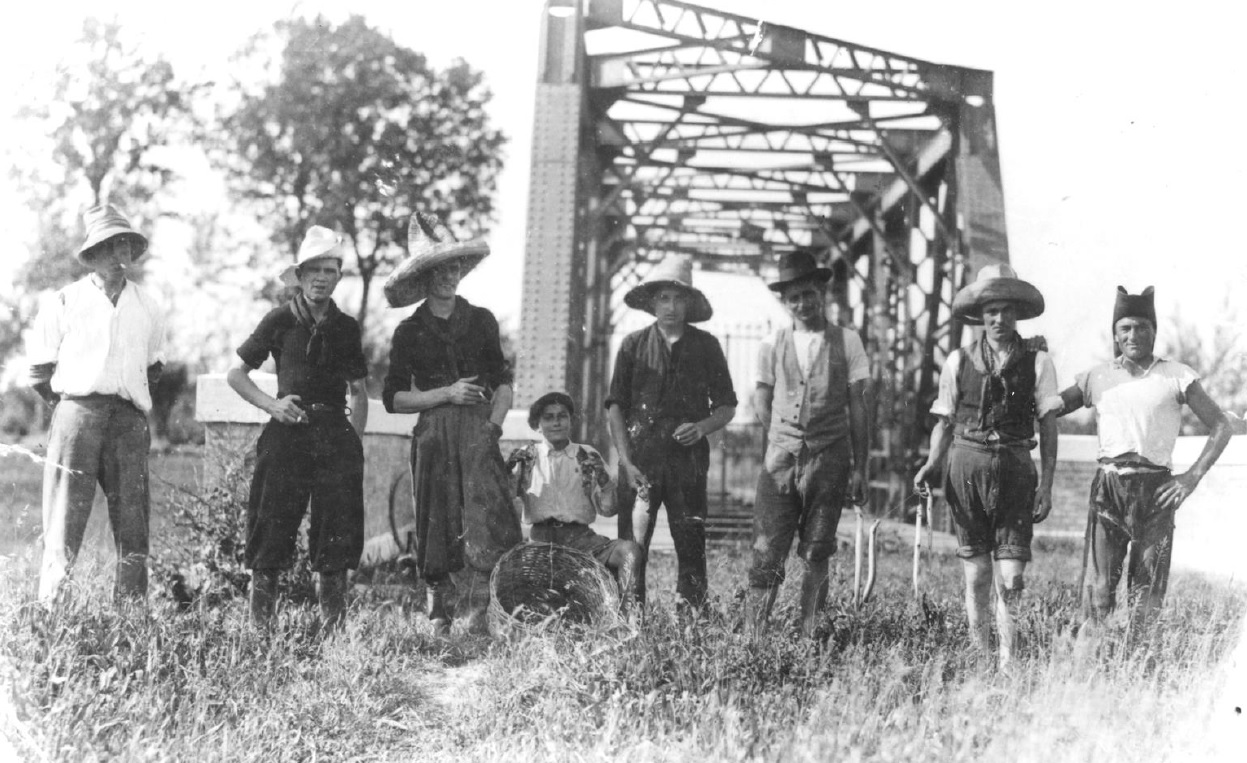
Pescatori vicino al ponte di ferro tra Novi di Modena e Moglia sulla ferrovia incompiuta Rolo-Mirandola (anni 1930). Il ponte fu smantellato negli anni 1970.

| Unknown route-map component "CONTgq" | Unknown route-map component "STR+r" |  |

| Station on track |

|  | Unknown route-map component "xABZgl" | Unknown route-map component "CONTfq" |

| Unknown route-map component "exBHF" |

| Unknown route-map component "exSTR+GRZq" |

| Unknown route-map component "exBHF" |

| Unknown route-map component "exSTR+GRZq" |

| Unknown route-map component "exhKRZWae" |

| Unknown route-map component "exBHF" |

| Unknown route-map component "exBHF" |

| Unknown route-map component "exBHF" |

| Unknown route-map component "exCONTgq" | Unknown route-map component "exABZgr" |  |

| Unknown route-map component "exHST" |

| Unknown route-map component "CONTgq" | Unknown route-map component "xABZg+r" |  |

| Station on track |

|  | One way leftward | Unknown route-map component "CONTfq" |

## Opere d'arte rimaste

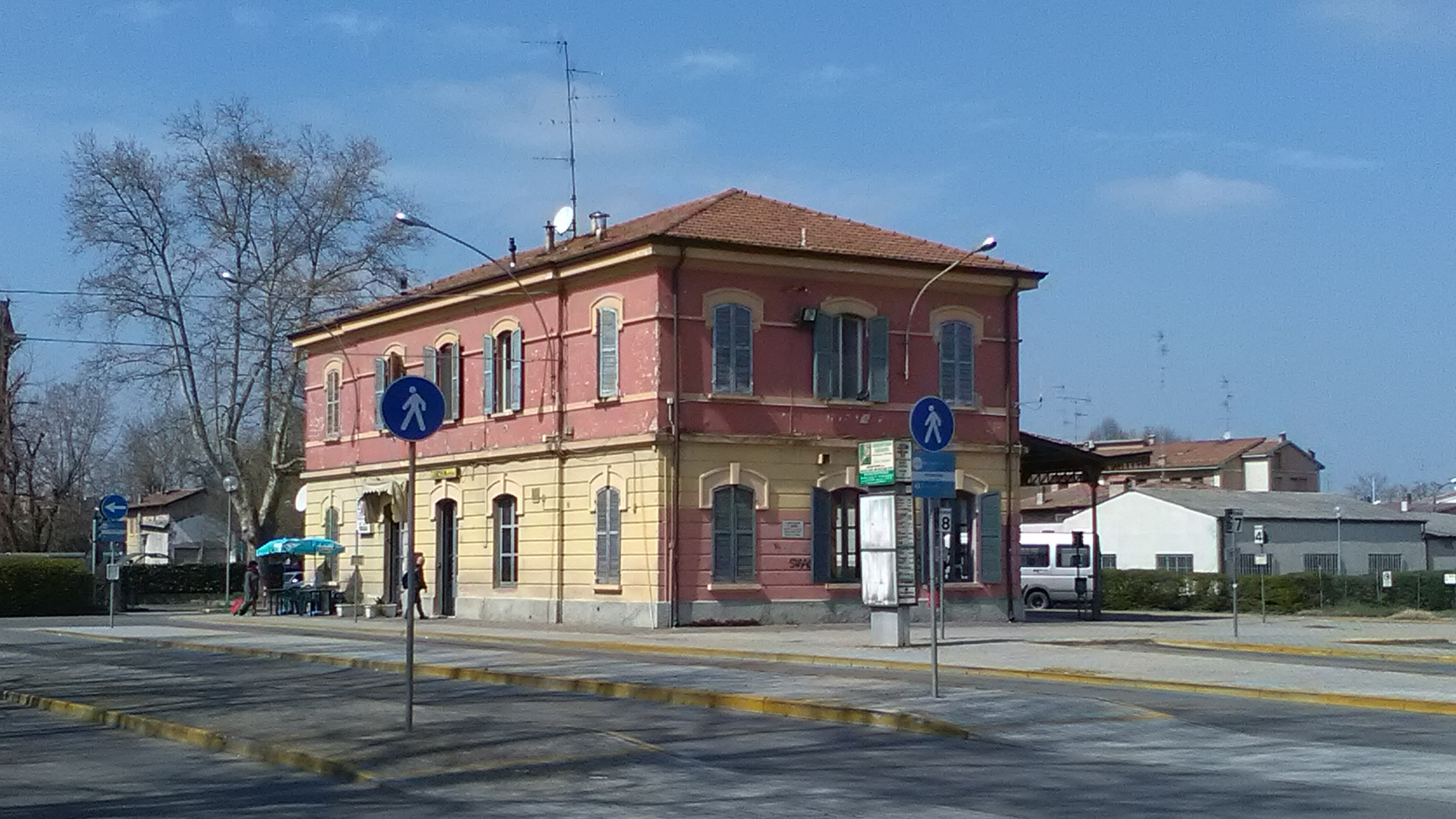
L'attuale stazione delle autocorriere di Mirandola (ex stazione di Mirandola SEFTA)

La ferrovia Rolo-Mirandola è stata quasi completamente smantellata.

Partendo da Rolo verso Mirandola, le opere che possiamo censire nel 2020-2021 sono:

Territorio di Rolo (RE)
- stazione di Rolo, attiva sulla linea Modena-Verona
- ponte da via Calzolara per accessi agricoli
- casello di via Calzolara, trasformato in abitazione privata.
- passaggio attraverso la siepe della Coccapana
- ponte da via Foresto per accessi agricoli

Territorio di Novi di Modena (MO)
- ponte interno fra poderi agricoli
- ponte sulla Fossa Raso, in discreto stato
- stazione di Novi di Modena, trasformata in abitazione privata
- quattro ponti, di cui due attualmente ancora in uso su strade poderali, e due ridotti a rudere
- casello di via Rèsega, rudere.
- ponte sul Collettore Acque Basse Reggiane, restano i ruderi delle due teste di ponte in mattone.

Territorio di Moglia (MN)
- cippi marcatori tra le proprietà agricole e la sede ferroviaria
- ponte interno fra poderi agricoli
- stazione di Moglia, trasformata in abitazione privata
- ponte su canale Emissario del canale Collettore acque basse Reggiane e Modenesi, ruderi di teste di ponte
- terrapieno con arco, salita verso ponte sul Cavo Lama
- casello sul Cavo Lama, trasformato in abitazione privata
- ponte sul Cavo Lama, restano un pilastro e ruderi di teste di ponte
- ponte sul fiume Secchia, due pilastri nel letto del fiume.

Territorio di San Possidonio (MO)
- casello di via F.lli Cervi, trasformato in abitazione privata
- stazione di San Possidonio, trasformata in abitazione privata
- ponte sul canale Sabbioncello, in uso su strada poderale.

Territorio di Mirandola
- quattro ponti su strade poderali, di cui due accessibili da strada pubblica
- casello di via Clelia, trasformato in abitazione privata
- due caselli abbandonati in prossimità della stazione di Mirandola, angolo tra SS12 e via Curiel
- Centrale elettrica SEFTA, prospiciente su via Curiel, abbandonata
- Stazione SEFTA, ex capolinea, oggi autostazione.

Il fabbricato della stazione di Concordia sulla Secchia in stato di totale abbandono è stato distrutto dal terremoto dell'Emilia del 2012; i pochi resti sono stati abbattuti ed al suo posto nel 2020 è stato steso l'asfalto di piazza Marconi, cancellandone ogni traccia.
Successivamente alla chiusura della ferrovia Modena-Mirandola avvenuta il 6 settembre 1964, la stazione di Mirandola SEFTA è stata riconvertita ad autostazione, in uso fino al terremoto del 2012. La nuova autostazione (presso il deposito autobus) è stata inaugurata nel 2022.

## Progetti di recupero
In passato sono stati ipotizzati diversi progetti di recupero dei resti della ferrovia, tra cui un ponte ciclo-pedonale sul fiume Secchia riutilizzando i vecchi piloni del ponte tra Moglia e Concordia sulla Secchia.
Successivamente al terremoto dell'Emilia del 2012, sono stati approvati progetti di restauro di alcuni immobili ferroviari danneggiati dal sisma.
Al fine di realizzare un collegamento veloce ovest-est nella parte settentrionale della provincia di Modena, ovvero tra Rolo, Mirandola e Ferrara, è stata progettata la costruzione dell'autostrada regionale Cispadana.